# Film pour enfants

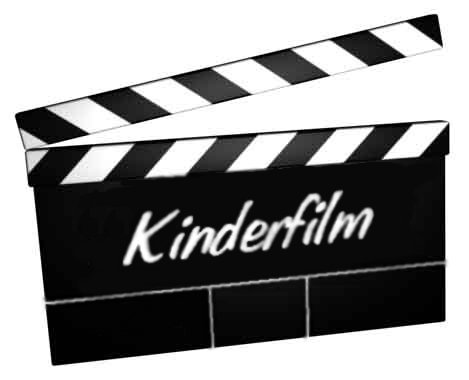
Kinderfilm veut dire Film pour enfant en allemand

Un film pour enfants est un film conçu pour avoir comme public des enfants, soit appartenant à une plage d'âge limitée, soit d'un âge à peu près indifférent le film étant appréciable par les plus jeunes comme par les adolescents. La même expression, en français, peut indiquer un film visible sans inconvénient et un minimum d'intérêt par des préadolescents ou des enfants moins âgés. Exploitant la faculté d'identification aux personnages, beaucoup de films pour enfants mettent en scène des enfants ou ont l'enfance pour cadre.
Les films pour enfants partagent avec le cinéma en général les conditions ordinaires de production en matière de création (originale ou adaptation de la littérature, financements, etc.), et en matière de  diffusion (moyens, censure, etc.). Les films pour enfants sont en principe diffusés par les mêmes voies que les autres et ils sont souvent vus par des adultes, accompagnateurs ou amateurs qui participent à leur succès éventuel. « Film pour enfants » peut être le critère d'appartenance à une catégorie - éventuellement subdivisée par âges - utilisée par exemple dans les lieux de diffusion, cinémathèque, médiathèque, voire informer les parents sur l'intérêt d'un film pour leur enfant.
La sortie de certains films est complétée par la commercialisation de produits dérivés, souvent ludiques.
Il existe plusieurs dispositifs d'éducation à l'image pour apprendre au jeune public à comprendre les images et à développer leur sens critique. Ces dispositifs servent à aller plus loin que le simple visionnage d'un film.
Par contre, cela n'empêche que ces films ne sont pas que destinés aux publics jeunesses. Plusieurs personnes qualifiés comme adultes se rendent voir ces films puisqu'un film d'animation n'est pas seulement un film pour enfant. Ayant une catégorie au oscars pour le meilleur film d'animation, ce style reste une branche du 7ème art à ne pas négliger et laisser dans la catégorie "enfants".

## Caractères
Les films pour enfants sollicitent comme tout art s'adressant à un public particulier, le conte ou la bande dessinée par exemple, les particularités de ce public, ici la jeunesse : l'art consiste en la judicieuse stimulation de ces particularités dans certains sujets par un style et un traitement approprié. La spécificité du film pour enfants ou le caractère commun à ces films est plutôt de prendre en considération les limitations propres à l'enfance, ce en quoi il ne s'agit pas d'adultes, ne serait-ce par exemple qu'en termes de faculté d'attention. Un film pour enfant est en principe léger au sens de divertissement et devrait se soucier de ne pas marquer défavorablement ses jeunes spectateurs. Si un film peut avoir tout sujet, son traitement ne peut faire abstraction qu'il est destiné à être vu par des enfants qui n'auront, par définition, pas les facultés des adultes, par exemple leur relative capacité à maîtriser leurs émotions : un film qui volontairement abuserait de certaines vertus de l'enfant, comme sa plasticité de caractère, ne relèverait pas de l'art, mais d'un autre domaine comme la politique par exemple dans des films de propagande ou idéologiques. Outre son inexpérience de la vie, un facteur supplémentaire joue dans la vulnérabilité du public enfantin : les enfants, surtout les plus jeunes, n'ont pas l'autonomie requise (ou les moyens pratiques) pour se couper d'un film qui leur déplaîraient, le subissant jusqu'à la fin, souvent sans faire part de leur désagrément.

## Champ et variétés
Certains genres, comme le film d'horreur, ceux justement destinés aux adultes confirmés ou même aguerris, sont hors du champ du film pour enfants ; d'autres, comme le film comique, film d'action ou d'aventure, etc., trouvent dans les enfants un vaste public aux attentes diverses selon les âges ; d'autres encore, sont tout particulièrement prolifiques à l'égard des enfants tel le dessin animé ou les films animaliers. 
Les sujets - eux - peuvent être tous abordés a priori, mais dans certains cas, la difficulté se déporte sur le traitement qui en est fait et qui doit prévenir et aménager la réaction à la gravité des questions en jeu : l'abandon, la mort, le deuil peuvent, par exemple, être traités ou seulement évoqués dans une thématique plus large, s'ils le sont d'une manière appropriée au public destinataire. D'un moindre degré de légèreté et se rapprochant des films « tout public », une large sous-espèce de films pour enfants, aux sujets variés, est celle des films éducatifs et de formation ; plus largement films d'informations et de préparation à l'adolescence ou à l'âge adulte.

## Histoire
Les films destinés particulièrement aux enfants se sont différencié progressivement à partir d'une production qui s'adressait implicitement à « Monsieur tout le monde » ; celui-ci, n'ayant souvent aucune expérience du cinéma et présentant en cela des traits d'ingénuïté voisins de ceux de l'enfant.